# Pilotrichella aeruginosa
Pilotrichella aeruginosa là một loài Rêu trong họ Meteoriaceae. Loài này được (Müll. Hal.) Paris mô tả khoa học đầu tiên năm 1905.